# حباريات قرنية
حباريات قرنية (الاسم العلمي: Spirulida)، هو رتبة من الرخويات. تحتوي على ثمانية فصائل جميعها انقرضت ما عدا واحدة، وهي حباريات مضيئة الذيل.